# Локно (Псковська область)
Локно (рос. Локно) — присілок в Палкінському районі Псковської області Російської Федерації.
Населення становить 43 особи. Входить до складу муніципального утворення Палкінська волость.

## Історія
Від 2015 року входить до складу муніципального утворення Палкінська волость.

## Населення
| 2001 | 2002 | 2010 | 2014 | 2015 | 2016 |
| ---- | ---- | ---- | ---- | ---- | ---- |
| 56   | →56  | ↘52  | ↘48  | ↘46  | ↘43  |